# Iudila
Iudila, rei dos Visigodos entre os anos 631? e 633?
É somente conhecido através de duas moedas com a inscrição "Iudila Rex", cunhadas em Mérida e em Granada, o que pode significar que o seu poder se estendia apenas ao sul do território visigodo. Protagonizou uma das várias revoltas que se seguiram à deposição de Suíntila. Desconhecem-se os seus laços familiares ou filiação, embora pudesse estar relacionado com Suíntila. As listas de reis godos dão como duvidosa a sua realeza, ou excluem-no simplesmente, dando Sisenando como rei desde 631.